# Claudi Arimany
Claudi Arimany i Barceló (Granollers, 29 de desembre de 1955) és un flautista de fama internacional considerat hereu directe, quant a estil interpretatiu i concepte musical, de Jean-Pierre Rampal, de qui va ser alumne i company en múltiples concerts. Des dels anys vuitanta ha actuat com a solista convidat per les millors orquestres internacionals, a més de dedicar-se a l'estudi i la recuperació d'obres per a flauta i a l'activitat docent.

## Biografia
Va començar estudis empresarials a ESADE, mentre estudiava flauta com a afició, més interessat en la música de jazz que no pas en la clàssica, i sense pensar que acabaria dedicant-s'hi professionalment. A la seva ciutat natal va estudiar amb el pianista i compositor Josep Maria Ruera i a Barcelona va estudiar amb Salvador Gratacós. Aquest últim inculcava l'interès per l'instrument i el seu repertori, i fomentava un ambient de millora constant entre els alumnes. A més, convidava els mestres del moment, Alain Marion i Jean-Pierre Rampal, a participar en les seves classes quan visitaven Barcelona per actuar. Així va ser com Arimany va tenir el primer contacte amb el mestre Rampal, però no va ser fins que el va veure actuar al Palau de la Música Catalana que va decidir canviar de registre i ampliar els seus estudis musicals a Niça i a París amb mestres com Georgy Sébok, Alain Marion i Raymond Guiot. L'any 1982 va obtenir el seu diploma a París, amb un primer premi concedit per unanimitat pel jurat.
Molt proper a la seva terra d'origen, viu a Llerona (les Franqueses del Vallès), on l'escola municipal de música porta el seu nom, i és professor de l'Escola Municipal de Música de Granollers "Josep Maria Ruera".

## Activitat professional
La seva trajectòria sempre ha estat com a solista i l'ha portat a compartir escenari amb figures de primera línia de la talla de Jean-Pierre Rampal, Maxence Larrieu, Aurèle Nicolet, Constantine Orbelian, Victor Pikaisen, Janos Rolla, Jean-Jacques Kantorow, Nicanor Zabaleta, Marielle Nordmann, Mischa Maisky, Victòria dels Àngels, Roland Pidoux o Claudio Scimone.
La seva activitat com a concertista internacional l'ha portat a actuar als auditoris més importants, com el Chicago Simphony Hall, Washington Library of Congress, Carnegie Hall de Nova York, Boston Simphony Hall, Palau de la Música Catalana, Concertgebouw d'Amsterdam, Beethoven Haus de Bonn, Auditori Nacional de Música de Madrid, Palais Auersperg de Viena, Beijing Concert Hall de Pequín, Hollywood Bowl de Los Angeles, Txaikowsky de Moscou, Teatro Real de Madrid, Rudolfinum i Smetana Hall de Praga, Gasteig de Múnic, Lieder halle Stuttgart, Théâtre des Champs-Élysées, Sala Pleyel i Salle Gaveau de París o el Suntory Hall, el Konzerthaus i el Bunka Kay llaKan de Tòquio. Això li ha permès viatjar per tot el món i ser convidat per importants formacions internacionals, com ara la Berlin Philharmonic Chamber Orchestra, China National Symphony Orchestra, Orquestra Bach de Múnic, Moscow Chamber Orchestra, Stuttgarter Kammerorchester, European Union Chamber Orchestra, I Virtuosi Italiani i la Filharmònica Txeca, Mendelsson chamber orchestra, Philarmonia Virtuosi New York, New American Chamber Orchestra, Orchestra Internazionale d'Itàlia, Orquestra de Cambra Virtuosi di Praga, Franz Liszt de Budapest, Orquestra de Cambra Arthur Rubinstein de Polònia, Israel Sinfonietta, Ensemble Orchestral de París, Solistes de Zagreb, English Chamber Orchestra, Amadeus Chamber Orchestra i Berliner Kammerorchester.

### Relació amb Jean-Pierre Rampal

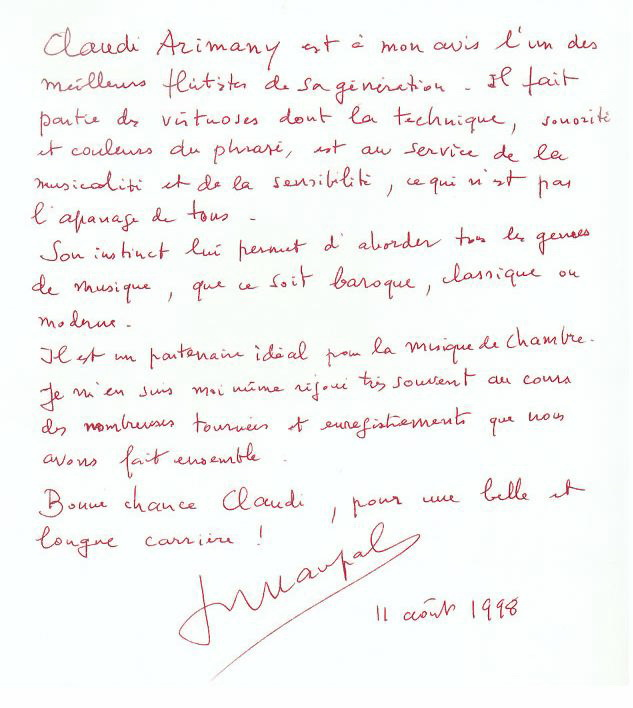
Cita de Rampal sobre Arimany

Jean-Pierre Rampal, a més de ser recordat com un gran intèrpret de flauta, va fer una tasca pedagògica de recuperació i difusió del repertori de l'instrument i va esdevenir un mestre per a tota una generació. Arimany havia estudiat amb ell i hi va col·laborar a partir de finals dels anys vuitanta. La perfecta compenetració entre tots dos va portar Rampal a manifestar: "És un perfecte continuador de l'escola francesa de flauta i del meu estil d'interpretar. Tant que escoltant amb atenció el disc que hem fet junts no distingeixo si està tocant ell o si ho faig jo."

El darrer disc que van enregistrar plegats és el dedicat a Mozart i Hoffmeister, el 1999. Poc abans, Rampal havia deixat per escrit la seva opinió sobre l'art del seu pupil i company de gires, en el que es pot considerar un testament artístic. 
| «                          | Claudi Arimany és, en la meva opinió, un dels millors flautistes de la seva generació. És un d'aquells virtuosos que posen la tècnica, la sonoritat i els colors del fraseig al servei de la musicalitat i la sensibilitat, cosa que no és a les mans de gaires. | » |
| — Jean-Pierre Rampal, 1998 | |   |

A més del llegat artístic, Arimany conserva una bona part de la biblioteca musical de Rampal, i també les seves flautes. La més important emotivament i que utilitza als seus concerts és l'emblemàtica flauta d'or W.S. Haynes.
Ha estat membre del tribunal del Concurs Internacional de Flauta J. P. Rampal, que se celebra a París.
Des de l'any 2011 és el Director Artístic del Festival de Música Vila de Llívia.

### Recerca musical
Més enllà de la seva extensa activitat com a intèrpret, Arimany ha dedicat una bona part de la seva activitat a l'estudi, la recuperació i la difusió de grans compositors oblidats. La popularitat dels grans mestres sovint enfosqueix el talent dels deixebles o contemporanis; en paraules del mateix Arimany: "Em continua interessant molt la música dels grans compositors que van treballar 'a l'entorn' dels que ara són més coneguts."
Quan, el 1986, va presentar un projecte a una discogràfica alemanya per editar les obres de Bach per a flauta, no va ser rebut amb interès, ja que eren múltiples els enregistraments de l'autor que ja hi havia. A conseqüència d'aquesta negativa, Arimany, juntament amb els solistes Alexander Schmoller, violoncel, i Michael Grüber, clavicèmbal, va fer una revisió i selecció d'obres pràcticament desconegudes d'autors alemanys deixebles del mestre de Turíngia. Tot un repte de recuperació que va culminar amb l'edició, l'any 1986, de l'àlbum Virtuose Flötenmusik der Bach-Schüler per part de la discogràfica alemany Motette de Wiesbaden.

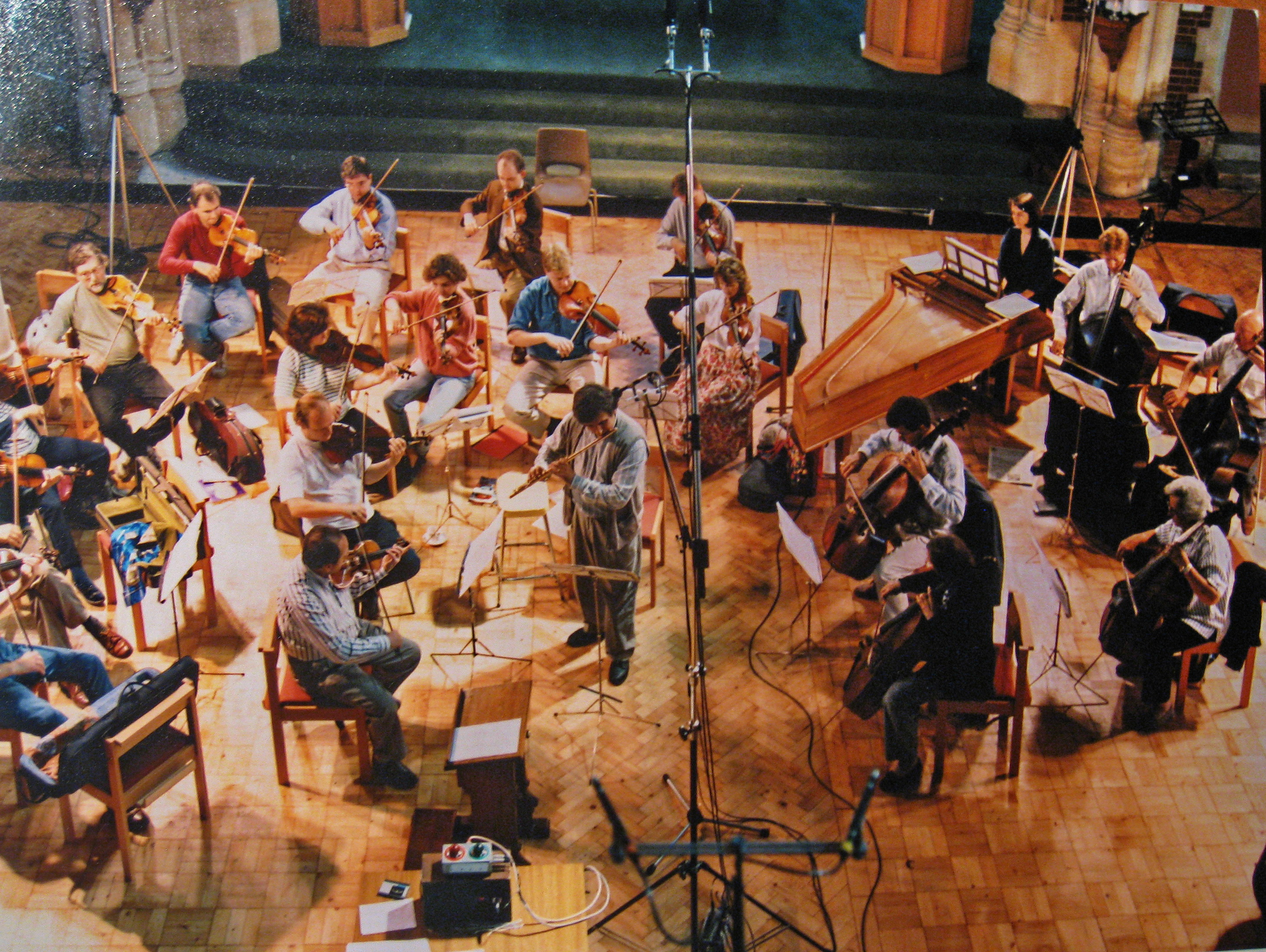
Enregistrament dels concerts de Pla amb l'English Chamber Orchestra

Un interès especial per identificar compositors catalans que havien escrit per a flauta el va portar a posar en valor l'obra del balaguerí Joan Baptista Pla (1720-1762), un contemporani de Mozart que va viatjar per tot Europa i del qual es coneix poca obra. A començament dels anys 1990, el musicòleg Josep Dolcet va trobar a Alemanya unes partitures originals de Pla que Arimany, juntament amb altre material d'aquest autor i del seu germà Manuel Pla, va treballar per poder-los incorporar al seu repertori. Posteriorment, va enregistrar dos CDs, un acompanyat de Jean-Pierre Rampal i l'orquestra Franz Liszt Chamber Orchestra amb obres de Joan Pla i un altre amb tres concerts dels germans Pla acompanyat per l'English Chamber Orchestra.
Seguint la pista d'autors poc coneguts va arribar a l'obra de François Devienne, compositor i intèrpret molt popular en el seu temps, en què era anomenat el "Mozart francès", i que havia fundat el Conservatoire de Paris. Però l'autor va caure en l'oblit fins a finals dels anys setanta, en què es van tornar a interpretar obres seves, i, a mitjans dels anys noranta, Arimany va trobar l'edició del segle xviii de tots els seus concerts. La continuada activitat de recuperació sobre aquest autor va fer que interpretés alguns concerts a moltes sales, incloent-hi el Théâtre des Champs-Élysées de París, acompanyat de l'Ensemble Orquestral de París, el novembre del 1994. Arimany ha enregistrat en quatre CDs els catorze concerts per a flauta i orquestra de Devienne, una música que opina que és "natural, clara, elegant i melancòlica, i que requereix de l'intèrpret una gran habilitat tècnica".
A finals de 2020 va publicar una recopilació de tota l'obra per a flauta dels germans Albert Franz Doppler i Karl Doppler, fruit de la seva recerca per conservatoris i biblioteques d'Europa iniciada el 2007. El resultat són 12 CD's amb 97 peces, 64 de les quals són primers enregistraments. Arimany havia interpretat la música dels Doppler als seus concerts amb Rampal als anys 90 i, un cop iniciada la recerca va editar dos CD's amb peces per dues flautes el 2010 i 2012.

## Discografia
| Any         | Album                                                                                                 | Autor | Intèrprets                                                                          | Discogràfica                               |
| ----------- | --- | --- | ----------------------------------------------------------------------------------- | ------------------------------------------ |
| 2010        | The flute music of Doppler brothers Music for 2 Flutes & piano. Vol. 1                                | Albert Franz Doppler & Karl Doppler                                                                            | Claudi Arimany, Shigenori Kudo i Alan Branch                                        | Saphir Productions - B0064TM7VG            |
| 2012        | Franz & Karl Doppler Music for 2 Flutes & piano. Vol. 2 & 3                                           | Albert Franz Doppler & Karl Doppler                                                                            | Claudi Arimany, John Steele Ritter, Alan Branch, Marta Gulyas i Michel Wagemans     | Saphir Productions - LVC1178               |
| 2010        | Mozart Flute Concerts                                                                                 | Wolfgang Amadeus Mozart                                                                                        | Claudi Arimany i Moscow Chamber Orchestra                                           | Ensayo Digital - CD9935                    |
| 1999 (2006) | W. Amadeus Mozart: Neue Quartette FÜR Flöte Und Streichtrio; Hoffmeister: Trio FÜR 2 Flöten Und Cello | Wolfgang Amadeus Mozart i Franz Anton Hoffmeister                                                              | Jean-Pierre Rampal, Claudi Arimany i trio Pasquier                                  | Querstand Records                          |
| 2011        | Complete Flute Concertos Vol. IV                                                                      | François Devienne                                                                                              | Claudi Arimany i Kishinev Symphonic Orchestra                                       | Aurophon - CD                              |
| 2006        | W. Amadeus Mozart: Trios for 2 Flutes and Piano                                                       | Wolfgang Amadeus Mozart                                                                                        | Shigenori Kudo, Claudi Arimany i John Steele Ritter                                 | Epson                                      |
| 2006        | Une Vie Pour La Musique                                                                               | François Devienne                                                                                              | Claudi Arimany, Alain Marionet al.                                                  | Analekta - B000E0VO0Q                      |
| 2005        | Empúries; Ambients; Meditació CD                                                                      | Josep Maria Ruera                                                                                              | Jordi Masó i Claudi Arimany.                                                        | Columna Musica - B00008S81J                |
| 2005        | Elegia                                                                                                | Carlota Garriga                                                                                                | Carlota Garriga, Claudi Arimany                                                     | Columna Música - B0013IOG4O                |
| 1997        | Romantic Music for 2 Flutes & Piano                                                                   | Albert Franz Doppler, Friedrich Kuhlau, Wolfgang Amadeus Mozart, Theobald Böhm, Paul Creston, Friedrich Kuhlau | Jean-Pierre Rampal, Claudi Arimany i John Steele Ritter                             | Delos - DDD3212                            |
| 2003        | Magic Flutes                                                                                          | Wolfgang Amadeus Mozart, François Devienne, Georg Philipp Telemann i Michel Blavet                             | Jean-Pierre Rampal i Claudi Arimany                                                 | Delos -DE3226                              |
| 2003        | Flute Concerts:Mozart and his friends                                                                 | Wolfgang Amadeus Mozart, Pavel Vranický i Franz Anton Hoffmeister                                              | Claudi Arimany i Franz Liszt Chamber Orchestra                                      | Novalis                                    |
| 2003        | J. J. Quantz: Konzerte FÜR Eine Und Zwei Flöten                                                       | Johann Joachim Quantz                                                                                          | Claudi Arimany, Josep F. Palou i Hungarian Virtuosi Chamber Orchestra               | Columna musica                             |
| 2003        | French Flute Favourites                                                                               | Philippe Gaubert i Hector Berlioz                                                                              | Claudi Arimany et al.                                                               | Naxos                                      |
| 2002        | The Flute In Paris In Mozart'S Time. Tres concerts per flauta                                         | Wolfgang Amadeus Mozart, Ignaz Pleyel i Anton Stamitz                                                          | Claudi Arimany i Marina Paccagnella, arpa - Wroclaw Chamber Orchestra "Leopoldinum" | Papa Music - CD1002                        |
| 2000        | Concerti per Flauto                                                                                   | Joan Baptista Pla                                                                                              | Claudi Arimany - English Chamber Orchestra                                          | Ensayo Digital - CD9925                    |
| 1999        | Baby Needs More Mozart (La Flauta Màgica K.620)                                                       | Wolfgang Amadeus Mozart                                                                                        | Claudi Arimany, Jean-Pierre Rampal.                                                 | Delos                                      |
| 1998        | Baby Needs Mozart (Sonata per 2 pians K.448)                                                          | Wolfgang Amadeus Mozart                                                                                        | Claudi Arimany, Jean-Pierre Rampal i John Steele Ritter                             | Delos                                      |
| 1998        | Baby Needs Baroque (Sonata per 2 flautes N.4)                                                         | Georg Philipp Telemann                                                                                         | Claudi Arimany i Jean-Pierre Rampal                                                 | Delos                                      |
| 1997        | Conferenza Musicale Mediterranea                                                                      | Salvador Brotons                                                                                               | Claudi Arimany i Orchestra da Camera Gli Armonici                                   | CIMS/004 Regione Siciliana                 |
| 1996        | Mozart: Flute Concertos                                                                               | Wolfgang Amadeus Mozart                                                                                        | Claudi Arimany, Jean-Pierre Rampal i Hungarian Virtuosi Chamber Orchestra           | Prodigital Records - CD2419                |
| 1996        | Six Trios Pour 3 Flutes                                                                               | François Devienne                                                                                              | Jean-Pierre Rampal, Claudi Arimany i Alain Marion                                   | Traversieres Flute Collection - CD 210/259 |
| 1995        | Catalan Flute Music of the 18th Century                                                               | Joan Baptista Pla                                                                                              | Claudi Arimany, Jean-Pierre Rampal i Franz Liszt Chamber Orchestra                  | Sony Classical - CD-SK-58918               |
| 1995        | Six Trios Pour 2 Flutes et basson                                                                     | François Devienne                                                                                              | Jean-Pierre Rampal, Claudi Arimany i Gilbert Audin                                  | Traversieres Flute Collection              |
| 1994        | Le Rossignol de l'Opera                                                                               | Música francesa de la Belle Epoque                                                                             | Claudi Arimany, Marc Grauwels i Orchestre de Chambre de Waterloo                    | Syrinx Records - CD 93102                  |
| 1993        | European Flute Festival, Frankfurt am Main                                                            | François Devienne                                                                                              | Claudi Arimany et al.                                                               | DGFF001                                    |
| 1993        | Complete Flute Concertos Vol. III                                                                     | François Devienne                                                                                              | Claudi Arimany i Russian Chamber Orchestra                                          | Aurophon - CD 32172                        |
| 1993        | Complete Flute Concertos Vol. II                                                                      | François Devienne                                                                                              | Claudi Arimany i Russian Chamber Orchestra                                          | Aurophon - CD 32162                        |
| 1990        | Complete Flute Concertos Vol. I                                                                       | François Devienne                                                                                              | Claudi Arimany i Gdansk Symphonic Orchestra                                         | Aurophon - CD 32002                        |
| 1986        | Virtuose Flötenmusik der Bach-Schüler                                                                 | Carl Philipp Emanuel Bach, Johann Gottfried Müthel, Karl Friedrich Abel i Johann Philipp Kirnberger            | Claudi Arimany, Alexander Schmoller i Michael Grüber                                | Motette Ursina - CD 30141                  |